# 误杀 (电影)
《误杀》是一部2019年中国大陆犯罪悬疑片，由柯汶利执导、陈思诚监制，肖央、谭卓、陈冲和许文珊主演，翻拍自2015年印度电影《误杀瞒天记》。電影2019年12月13日在中国正式上映，票房超過13亿人民币。

## 剧情
虛擬國家賽國（影射泰国）紈絝子弟蘇察家世顯赫，母親拉玟是警察局長。父親都彭是當地的參議員，還正在競選市長。蘇察仗勢欺人，動輒飲酒鬧事、毆打同學，有一次甚至把同學雙眼差點打瞎，但拉玟都設法解決，以致於蘇察更加狂妄。
華僑李维杰是個小型通訊公司老闆，心地善良，生活節儉，篤信佛法，常常布施僧侶，供應貧民免費的網路。他同時也是個推理迷，最喜歡推理片與懸疑片，与妻子阿玉育有两个女儿，高中的平平跟幼稚園的安安，一家人的生活純樸且幸福。
平平因功課表現優異，受學校推薦參加了夏令營，卻遭到官二代蘇察迷姦并錄製影片，這造成了平平身心受創而崩潰。但蘇察食髓知味，繼續逼姦平平，否則就要公開平平被迷姦的影片。蘇察到平平家的倉庫，正要對平平一逞獸慾，阿玉得知此事，要去拯救平平，卻也遭到蘇察的毆打。蘇察甚至恐嚇阿玉，如果不想要平平被姦淫，就自己獻身。
正當阿玉被打得頭破血流的時候，平平動手反抗，失手打死了蘇察，阿玉将蘇察尸体埋入家附近的一个華人墳墓。观看拳赛返家的李维杰决定依靠自己从电影里学到的推理知识，与警察展開一場心理戰。
警察雖然於校園、家中、警局個別訊問，也翻找李家宅院，但李維杰使用電影模犯母親中的手法，將時間、事件錯置並植入自己、證人及監視器的印象中，造成警方擁有一家人的不在場證明紀錄，卻也無法證明他們有罪。
警方無所適從之際，警察發現李維杰喜歡看電影，抽絲剝繭找到電影《蒙太奇》；同時，蘇察的朋友Pony自美國返回並被送至警局，把強姦影片的情事告訴拉玟。盛怒之際，警察局長拘捕並嚴刑逼供一家人，並強迫安安供出事實。然而，警方到李家後方的墳墓挖找，只發現一具公羊遺體；同時，李維杰已於遭逮捕之際要求朋友打電話給市長的競爭對手，強抓李家人及挖祖墳的行為也導致民眾不滿，最終釀成街頭騷亂，讓拉玟及都彭失去一切。
風波平息之後，李維杰到佛寺參拜遇到都彭夫妻，看到他們的處境，同時想起自己保衛家人及愧對當初與他們疏離的景況，他選擇自首，隨後妻女亦踏上牢獄之路。

## 角色
| 演員   | 角色   | 介紹                             |
| ------ | ------ | -------------------------------- |
| 肖央   | 李维杰 | 通訊網路公司老闆，喜欢看侦探电影 |
| 谭卓   | 阿玉   | 李维杰妻子                       |
| 陈冲   | 拉玟   | 警察局长                         |
| 许文珊 | 平平   | 中学生，李维杰大女儿             |
| 张熙然 | 安安   | 李维杰小女儿                     |
| 姜皓文 | 都彭   | 參議員、市长参选人，拉玟丈夫     |
| 边天扬 | 蘇察   | 都彭、拉玟之子                   |
| 秦沛   | 颂恩   | 小吃店老板                       |
| 黃健瑋 | 察朋   | 派出所長                         |
| 施名帥 | 桑坤   | 派出所警察                       |
| 陳志朋 |        | 五號犯嫌                         |
| 張林   | 瘦猴   | 李維杰員工                       |
| 谷洋   | 普朗   | 李維杰好友                       |

## 制作
影片改编自印度口碑佳作《較量》。《較量》在印度口碑票房双赢，且三年内被翻拍五次。
这是陈思诚监制的首部电影，也是继网剧《唐人街探案》后再度与柯汶利合作。柯汶利曾以短片处女作《自由人》入围2014年金马奖最佳短片。出于中国电影审查严苛的缘故，故事发生地和取景地都搬到了泰国，2019年暑期在泰国拍摄。

## 票房
该片首日票房4685万，首周三日累计2.04億。1月10日，上映第28天票房突破10亿人民幣。其票房后劲走势强劲，于上映第五周起重回周冠，在2020年全国影院因Covid疫情停业前的累计票房超过12亿元人民币。7月20日全国影院重开，该片播放密钥再度延长至9月13日，并于7月21日再度登顶日票房榜。最终成绩为13.33亿元。
| 上一届： 《勇敢者游戏2：再战巅峰》 | 2019年中国内地一周票房冠军 第49週  | 下一届： 《叶问4》 |
| 上一届： 《宠爱》                  | 2020年中国内地一周票房冠军 第2-3週 | 下一届： 《叶问4》 |
| 上一届： 《樵夫·廖俊波》           | 2020年中国内地一周票房冠军 第9週   | 下一届：           |